# ساماردو صامويلز
ساماردو صامويلز (بالإنجليزية: Samardo Samuels)‏ مواليد 9 يناير 1989 في أبرشية تريلاوني، هو لاعب كرة سلة محترف جامايكي بدأ مسيرته الاحترافية في سنة 2010 يلعب مع فريق نادي برشلونة لكرة السلة كلاعب وسط ويحمل الرقم 23. يبلغ طوله 6 قدم 9 بوصة (2.1 م).

## فرق لعب لها
- كليفلاند كافالييرز
- أولمبيا ميلانو
- نادي برشلونة لكرة السلة

## إحصائيات المسيرة

### الرابطة الوطنية لكرة السلة

#### الموسم الاعتيادي
| السنة   | الفريق             | لعب | بدأ | دقيقة | ميداني% | ثلاثية | حرة  | ارتداد | صنع | استلاب | تصدي | نقطة |
| ------- | ------------------ | --- | --- | ----- | ------- | ------ | ---- | ------ | --- | ------ | ---- | ---- |
| 2010–11 | كليفلاند كافالييرز | 37  | 10  | 18.9  | .456    | .000   | .618 | 4.3    | .5  | .4     | .5   | 7.8  |
| 2011–12 | كليفلاند كافالييرز | 54  | 0   | 15.3  | .455    | .000   | .701 | 3.3    | .4  | .4     | .4   | 5.4  |
| 2012–13 | كليفلاند كافالييرز | 18  | 1   | 10.9  | .367    | .000   | .583 | 1.6    | .4  | .2     | .2   | 3.2  |
| المسيرة |                    | 109 | 11  | 15.8  | .445    | .000   | .653 | 3.4    | .4  | .3     | .4   | 5.9  |

## روابط خارجية
- ساماردو صامويلز على موقع الاتحاد الدولي لكرة السلة (الإنجليزية)
- ساماردو صامويلز على موقع الدوري الأوروبي لكرة السلة (الإنجليزية)
- ساماردو صامويلز على موقع إن بي أي (الإنجليزية)
- ساماردو صامويلز على موقع سبورتس رفرنس (الإنجليزية)
- ساماردو صامويلز على موقع الدوري الإسباني لكرة السلة (الإسبانية)
- ساماردو صامويلز على موقع كرة السلة الأوروبية.كوم (الإنجليزية)
- ساماردو صامويلز على موقع DraftExpress.com (الإنجليزية)
- ساماردو صامويلز على موقع كلية كرة السلة في سبورتس رفرنس.كوم (الإنجليزية)
- ساماردو صامويلز على موقع ريلجم (الإنجليزية)
- ساماردو صامويلز على موقع بروبوليرز (الإنجليزية)